# São Pedro de Veiga de Lila
São Pedro de Veiga de Lila é uma povoação portuguesa sede da Freguesia de São Pedro de Veiga de Lila do Município de Valpaços, freguesia com 19,40 km² de área e 301 (censo de 2021), tendo, por isso, uma densidade populacional de 12,5 hab./km².

## Demografia
A população registada nos censos foi:
| Distribuição da População por Grupos Etários | Distribuição da População por Grupos Etários | Distribuição da População por Grupos Etários | Distribuição da População por Grupos Etários | Distribuição da População por Grupos Etários |
| -------------------------------------------- | -------------------------------------------- | -------------------------------------------- | -------------------------------------------- | -------------------------------------------- |
| Ano                                          | 0-14 Anos                                    | 15-24 Anos                                   | 25-64 Anos                                   | > 65 Anos                                    |
| 2001                                         | 51                                           | 39                                           | 175                                          | 135                                          |
| 2011                                         | 15                                           | 22                                           | 145                                          | 122                                          |
| 2021                                         | 12                                           | 11                                           | 103                                          | 117                                          |